# Галерна затока (Київ)

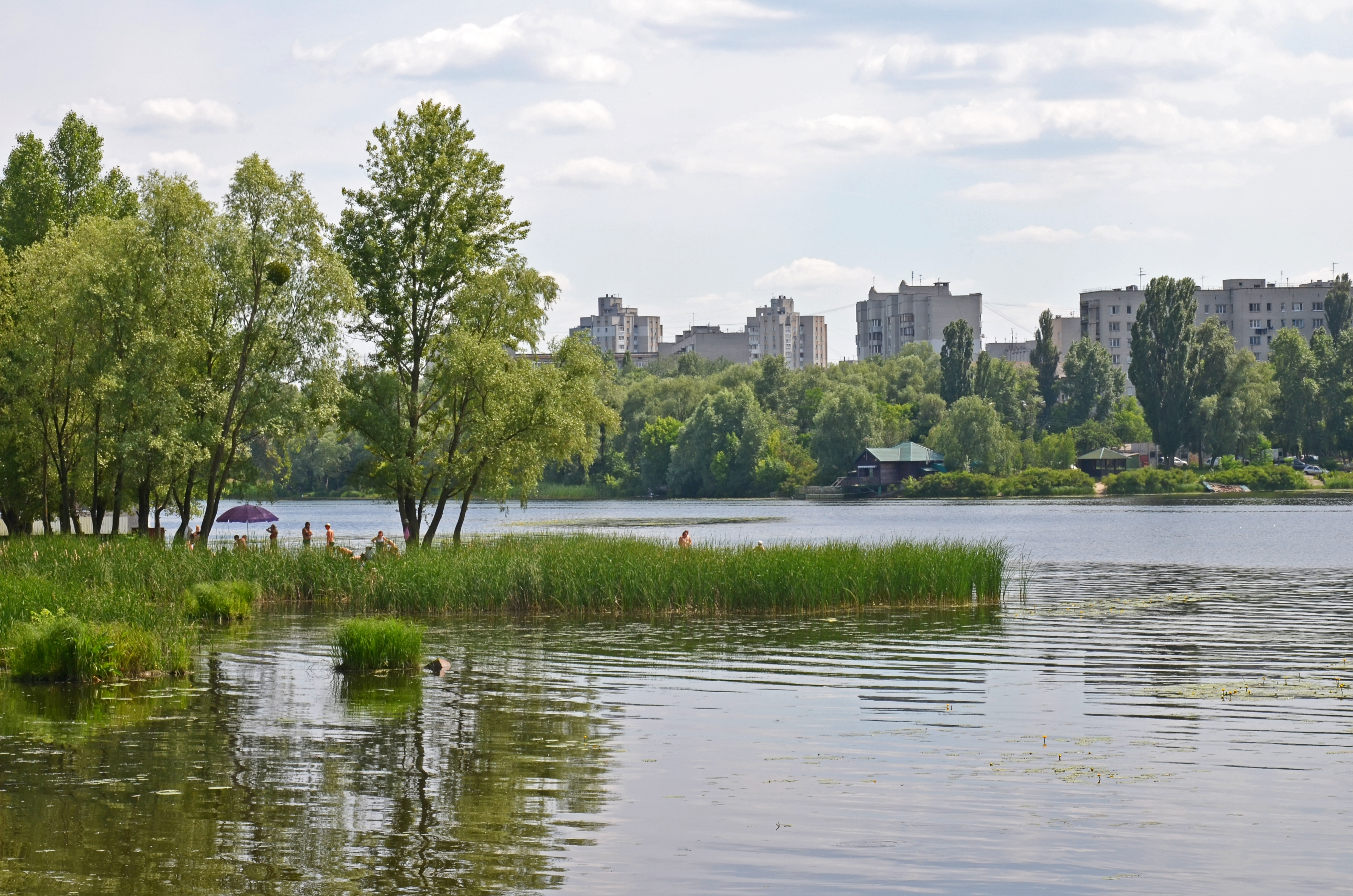
Галерна затока та забудова Корчуватого на протилежному березі

50°22′05″ пн. ш. 30°33′31″ сх. д. / 50.367983° пн. ш. 30.558485° сх. д.
Галерна затока  - затока Дніпра у Києві. Знаходиться на правому березі Дніпра, омиває район Корчувате, Галерний острів та північ Жукова острова.

## Історія
До XIX сторіччя на місці затоки проходило головне русло Дніпра (яке іноді згадується як Лисогірський рукав). Проте у 1868 році для будівництва Дарницького мосту спорудили дві дамби, які змістили русло Дніпра на цій ділянці у сторону лівого берегу. Поступово старе русло Лисогріського рукава зникло. Його залишками є Видубицьке озеро, затока Миколайчик та Галерна затока.
Вважається, що саме у Галерній затоці була влаштована стоянка для 80 галер, що чекали на імператрицю Катерину II для її подорожі Дніпром у 1787. Галери були збудовані у Смоленську, привезені у Київ весною 1786 та простояли тут майже рік. За поширеною версією саме з цим пов'язана назва затоки. Проте жодних документальних підтверджень цієї версії не виявлено. Більше того до 1990 р. не зафіксовано використання цього топоніму. Протягом ХІХ-ХХст. ця затока називалася Чернеча, Старик або Китаївська. Зокрема на мап Києва 1945 р. вона підписана затока Старик. Верхня частина затоки носила назву Миколайчик. Тривалий час ажо до мапи 1990 р. вона не підписувалася, коли і стала Галерною. Починаючи з 2000-х рр. цей топонім активно використовується. Отже, імовірно, в її випадку ми маємо справу з пізнішим наданням цієї назви на основі асоціації з розташованим тут Галерним островом.